# Pliopithecoidea
Pliopithecoidea — вимерла надродина вузьконосих приматів, яка населяла Азію та Європу в міоцені. Хоча вони колись були широко поширеною та різноманітною групою приматів, пліопітекоїди не мають живих нащадків.

## Історія
Перші зразки скам'янілостей, віднесені до Pliopithecoidea, були виявлені Едуардом Ларте в Сансані, Франція, у 1837 році. Пізніше на ці скам'янілості посилався Анрі Марі Дюкроте де Бленвіль у 1839 році, який назвав типовий вид Pliopithecus antiquus. Другий вид, Pliopithecus platyodon, був відкритий у Швейцарії Бідерманном у 1863 році. Після цього невелика кількість інших видів пліопітекоїдів була описана з колекцій викопних останків, знайдених у Франції, Німеччині та Польщі.

## Фізичні характеристики
Скам'янілості пліопітекоїдів здебільшого складаються із зубів із кількома фрагментами нижньої та верхньої щелеп. Зубна формула (2.1.2.3) і форма зубів є основними факторами, які включають пліопітекоїди серед катаринів. Хоча деякі автори стверджують, що вузькі верхні корінні зуби та широкі верхні корінні зуби пліопітекоїдів демонструють свою спорідненість із сучасними вузьконосими, інші показали, що ці риси варіабельні між видами. Насправді пліопітекоїди більше схожі на мавп Нового Світу в деяких аспектах їхнього зубного ряду, включаючи вузькі нижні різці (мезіодистально вигнуті до основи корони). Багато видів мають те, що часто називають «пліопітековим трикутником», тонкий набір виступів, що визначають невелику ямку трикутної форми між протоконусом і гіпоконусом нижніх корінних зубів, але навіть ця ознака є змінною. Натомість найбільш визначальною рисою зубів у всіх пліопітекоїдів є високий увінчаний нижній третій премоляр, який має відносно трикутну форму з відносно коротким, вертикально орієнтованим мезіобукальним зовнішнім боком.
Майже все, що відомо про пропорції тіла та посткраніальну морфологію цієї родини, походить від Pliopithecus vindobonensis, оскільки це єдиний вид, для якого було знайдено повний скелет. Тим не менш, більшість викопного матеріалу вказує на те, що пліопітекоїди були приматами середнього розміру, приблизно розміром з ревуна або гібона (8 кг). Келер оцінює трохи більшу середню вагу в 10 кг. Посткраніально пліопітекоїди мали цікаве поєднання платірринових і катарринних рис. Плечовий індекс P. vindobonesis (довжина радіуса, поділена на довжину плечової кістки) подібний до показника ревуна, але гомілковий індекс (довжина великогомілкової кістки, поділена на довжину стегнової кістки) подібна до гібона. Проте пропорційно передні кінцівки P. vindobonesis були коротшими за задні, що робило їх порівнянними з бабуїном. Руки та ноги P. vindobonesis були довгими та вигнутими, що свідчить про те, що пліопітекоїди були вправними та спритними дереволазами. Посткранія P. vindobonesis також показує, що пліопітекоїди мали ентепікондилярний отвір, що є примітивною ознакою, яка не зустрічається в жодних інших катаральних приматів (сучасних чи вимерлих). 